# Route 340 (Nouveau-Brunswick)
Pour les articles homonymes, voir Route 340.
La route 340 est une route locale du Nouveau-Brunswick située dans le nord-est de la province, entre Janeville et Paquetville. Elle est longue de 30 kilomètres, et n'est pas pavée sur toute sa longueur, alors que quelques sections de la route sont en gravier.

## Tracé
La 340 débute sur la route 11, à Janeville, 25 kilomètres à l'est de Bathurst. Elle commence par traverser une région forestière, plus ou moins isolée, en traversant Canobie et Rocheville, où elle bifurque vers le sud pendant 9 kilomètres. À Notre-Dame-des-Érables, elle tourne vers l'est pour le reste de son parcours, jusqu'à Paquetville, terminus est de la 340, sur la route 135.
La 340 ne possède pas d'intersections majeures: elle ne croise que de petites routes forestières. 

## Histoire

### Origines
Notre-Dame-des-Érables est fondé en 1936 pour aider les familles acadiennes de la région souffrant de la Grande Dépression.

### Réfection
Jusque dans les années 1990, certains citoyens ont une conduite dangereuse en faisant des « toupies » ou « shows de boucane » sur les routes. Une intervention de l'escouade anti-émeute de la GRC met fin à cette activité. 
Le 27 août 2008, une vingtaine de résidents de Rocheville manifestent et bloquent la route 340, exigeant qu'elle soit réparée avec de l'asphalte au lieu de la pierre concassée bitumée ; selon les manifestants, ce matériau est dangereux pour une route aussi fréquentée et ils affirment que le ministre des Transports du Nouveau-Brunswick, Denis Landry, avait promis l'asphaltage de la route, ce que ce dernier nie. Malgré un soutien politique, le ministre décide finalement de poursuivre les travaux,,. L'année suivante, une autre portion de la route est réparée en utilisant une nouvelle technique plus écologique, l'asphaltage tiède. Le ministre Landry affirme que les manifestations l'ont poussé à démontrer cette nouvelle technologie sur place.